# اسلاویانسک-نا-کوبانی
شهر اسلاویانسک-نا-کوبانی (به روسی: Славянск-на-Кубани) در کشور روسیه و در کرای کراسنودار واقع شده‌است.